# Panda (canción de Desiigner)
"Panda" es el sencillo debut del rapero estadounidense Desiigner. La canción se estrenó en diciembre de 2015 y se lanzó para descarga digital en iTunes Store como un sencillo, antes de ser relanzada el 22 de febrero de 2016. La canción fue escrita por Desiigner y producida por Menace.
"Panda" fue fuertemente sampleado por el compañero de sello y fundador de GOOD Music, Kanye West, para "Pt. 2", una canción del séptimo álbum de estudio de West, The Life of Pablo, e inspiró una serie de remixes. El sencillo recibió una nominación a Mejor interpretación de rap en la 59.a entrega anual de los Premios Grammy. Un video musical fue lanzado el 10 de mayo de 2016. Fue nominado al Mejor Video de Hip Hop en los MTV Video Music Awards 2016.
La canción recibió diversas remezclas y versiones alrededor del mundo.

## Composición
"Panda" es una canción de hip hop. El coro fue escrito sobre el BMW X6, específicamente uno en blanco, que él compara la apariencia de un panda. "Simplemente lo expreso de una manera más amplia de cómo digo y cómo vivo". Desiigner descubrió el ritmo de la canción en YouTube, que fue producida por el prometedor productor Menace, quien reside en Rochdale. Menace ha declarado que la canción toma influencia de la escena de mugre del Reino Unido.

## Recepción de la crítica
Rolling Stone nombró a "Panda" una de las 30 mejores canciones de la primera mitad de 2016, escribiendo "The Future - rap rap y amenaza de trampa que subyace a la ridícula repetición de "Panda" ya estaba haciendo ondas en Internet, pero una muestra destacada en " The Life of Pablo ", de Kanye West, convirtió a Desiigner en un accesorio en todas partes, desde equipos de música para automóviles hasta sesiones de Vogue". Billboard clasificó a "Panda" en el número 24 de su lista de las "100 mejores canciones pop de 2016": "Las visiones de un BMW X6 en blanco y negro provocaron el himno" Panda "de Desiigner. Es posible que las barras de alto octanaje del nuevo advenedizo de Brooklyn requirieran un video de la letra Genius.com para descifrarlo, pero la energía era tan contagiosa que Kanye West tuvo que aprovechar el éxito melódico de GOOD Music MC para su propio álbum de captura de zeitgeist".  Pitchfork incluyó a "Panda" en su ranking de las 100 mejores canciones de 2016 en el número 56.

## Rendimiento comercial
"Panda" debutó en el número 96 en el Billboard Hot 100 de EE. UU. Para la edición del gráfico con fecha del 12 de marzo de 2016 y alcanzó los cinco primeros en su séptima semana. En su novena semana, "Panda" alcanzó el número uno en el Hot 100 para la lista del 7 de mayo de 2016, terminando el reinado de nueve semanas de "Work" de Rihanna con Drake. La hazaña terminó con una racha récord de 41 semanas de no estadounidenses que encabezan la lista. Permaneció en el número uno durante dos semanas, hasta que fue reemplazado por "One Dance" por Drake con Wizkid y Kyla en la edición del 21 de mayo de 2016. Desiigner es el primer rapero en coronar el Hot 100 con una entrada debut en la lista desde que Iggy Azalea llegó con " Fancy " (con Charli XCX), que gobernó durante siete semanas a partir del 7 de junio de 2014. 
A los 18 años y 11 meses, Desiigner es el artista más joven en encabezar el Hot 100 desde Lorde, que tenía 16 años y 11 meses cuando "Royals" asumió el primer puesto (durante nueve semanas) el 12 de octubre de 2013. La canción pasó diecisiete semanas entre los diez primeros del Hot 100 antes de abandonar. 
También alcanzó el número uno en Hot R & B / Hip-Hop Songs. Entre las listas de componentes de Hot 100, "Panda" alcanzó el número 2 en canciones digitales y 10 en canciones de radio, y encabezó las canciones en streaming.  A diciembre de 2016, ha vendido 1,524,000 copias en los Estados Unidos.  

## Otras versiones
El éxito de Panda también recibió remezclas por diversos artistas alrededor del mundo, como Lil' Kim, Joyner Lucas, T-Pain, Meek Mill, entre otros, incluso, caló en la escena del hip hop cristiano.
Entre estos, las canciones más relevantes fueron «Pt. 2» de Kanye West, que si bien, solo utilizó un sample de este instrumental, logró el puesto #54 en la lista de Billboard Hot 100. A su vez, «Panda (Spanish Version)» de Almighty y Farruko debutó en la posición #41 de la lista Hot Latin Songs de Billboard, siendo ésta y su posterior remezcla con Daddy Yankee y Cosculluela, los primeros y más reconocidos entre cientos de covers que se crearon en el idioma hispano.

## Posicionamiento en listas
| Lista (2016–2017)                      | Mejor posición |
| -------------------------------------- | -------------- |
| Alemania (Offizielle Deutsche Charts)  | 13             |
| Australia (ARIA)                       | 7              |
| Austria (Ö3 Austria Top 40)            | 19             |
| Bélgica (Flandes) (Ultratop 50)        | 13             |
| Bélgica (Valonia) (Ultratop 50)        | 31             |
| Canadá (Canadian Hot 100)              | 4              |
| Dinamarca (Tracklisten)                | 10             |
| Escocia (Scottish Singles Sales Chart) | 24             |
| Estados Unidos (Billboard Hot 100)     | 1              |
| Estados Unidos (Hot R&B/Hip-Hop Songs) | 1              |
| Estados Unidos (Hot Rap Songs)         | 1              |
| Estados Unidos (Mainstream Top 40)     | 21             |
| Estados Unidos (Rhythmic)              | 2              |
| Finlandia (OFC)                        | 10             |
| Francia (SNEP)                         | 16             |
| Hungría (Dance Top 40)                 | 23             |
| Hungría (Single Top 40)                | 6              |
| Irlanda (IRMA)                         | 16             |
| Italia (FIMI)                          | 25             |
| Líbano (Lebanese Top 20)               | 16             |
| Nueva Zelanda (Recorded Music NZ)      | 4              |
| Noruega (VG-lista)                     | 14             |
| Países Bajos (Dutch Top 40)            | 15             |
| Países Bajos (Mega Single Top 100)     | 8              |
| Portugal (AFP)                         | 9              |
| Reino Unido (UK R&B Chart)             | 2              |
| Reino Unido (UK Singles Chart)         | 7              |
| Suecia (Sverigetopplistan)             | 12             |
| Suiza (Schweizer Hitparade)            | 12             |

| Lista (2016)                                     | Posición |
| ------------------------------------------------ | -------- |
| Australia (ARIA)                                 | 38       |
| Austria (Ö3 Austria Top 40)                      | 43       |
| Bélgica (Ultratop Flanders)                      | 42       |
| Bélgica (Ultratop Wallonia)                      | 84       |
| Canadá (Canadian Hot 100)                        | 16       |
| Dinamarca (Tracklisten)                          | 47       |
| Francia (SNEP Top Streaming Single)              | 15       |
| Alemania (Official German Charts)                | 32       |
| Italia (FIMI)                                    | 59       |
| Países Bajos (Single Top 100)                    | 35       |
| Nueva Zelanda (Recorded Music NZ)                | 25       |
| Suiza (Schweizer Hitparade)                      | 26       |
| Reino Unido (Official Charts Company)            | 36       |
| Estados Unidos (Billboard Hot 100)               | 6        |
| Estados Unidos (Hot R&B/Hip-Hop Songs Billboard) | 2        |
| Estados Unidos (Rhythmic Billboard)              | 8        |